# Hélène Crié-Wiesner
 (décembre 2023).
Hélène Crié-Wiesner, né en 1955 au Mans, est une journaliste franco-américaine, spécialiste des questions environnementales, auteure de roman policier.

## Biographie
Après avoir travaillé comme éducatrice dans l'administration pénitentiaire, elle devient journaliste. Elle débute à La Gueule ouverte puis devient responsable de la rubrique Environnement à Libération de 1986 à 2000. 
En 2000, elle s'installe au Texas puis en 2006 en Caroline du Nord. Spécialiste de l'actualité environnementale américaine, elle publie des chroniques dans Politis puis sur le site Rue89 où elle tient successivement deux blogs, American ecolo et American miroir.
Son engagement environnemental se retrouve dans ses trois romans dont deux parus à la Série noire, On peut toujours recycler les ordures en 2002 et Autant en rapporte le vent en 2005.

## Œuvre

### Romans
- Tchernobyl-sur-Seine, Calmann-Lévy, 1987 (ISBN 978-2-7021-1581-7) (signé Hélène Crié, coécrit avec Yves Lenoir) —  réédition en 1988 chez Pocket (no 2882), 1988  (ISBN 978-2-266-02184-5)
- On peut toujours recycler les ordures, Gallimard, coll. « Série noire » (no 2639), 2002 (ISBN 978-2-07-049971-7)
- Autant en rapporte le vent, Gallimard, coll. « Série noire » (no 2729), 2005 (ISBN 978-2-07-030623-7)

### Ouvrages sur l’environnement
- Ce nucléaire qu'on nous cache, Éditions Albin Michel, coll. « Essais Doc. », 1998, 318 p. (ISBN 978-2-226-10502-8) (signé Hélène Crié, coécrit avec Michèle Rivasi)
- Questions de déchets : le maire et l'élimination des déchets, Uni-éditions, 1998 (coécrit avec Loïc Chauveau)
- American ecolo : les Américains et l'environnement, chroniques du meilleur et du pire, Paris, Delachaux et Niestlé, coll. « Essais », 2011, 213 p. (ISBN 978-2-603-01807-1)

## Sources
- Podcast sur franceinter.fr